# Lobophyllia ishigakiensis
Lobophyllia ishigakiensis is een rifkoralensoort uit de familie Lobophylliidae. De wetenschappelijke naam van de soort is, als Acanthastrea ishigakiensis, voor het eerst geldig gepubliceerd in 1990 door Veron.